# Leica Camera
A Leica (abreviação de Leitz(sche) Camera) é uma empresa óptica alemã, com sede em Wetzlar. A empresa pertence a Ernst Leitz GmbH, que a dividiu em três companhias: Leica Camera AG, Leica Geosystems AG e Leica Microsystems AG. Esta empresa produz cámeras, equipamentos de pesquisa geológica (topografia e geodésia) e microscópios, respectivamente. A Leica Microsystems AG é a dona da marca Leica. Ela licenciou o seu uso para a Leica Camera AG e a Leica Geosystems. As suas câmaras são conhecidas por serem das poucas com permissão para serem operadas dentro de alguns tribunais,[carece de fontes?] devido à sua extrema suavidade ao fotografar (muito silenciosas). Não há espelhos (muito barulhentos e presentes nas reflex/DSLR comuns) e o obturador é de pano (tecido). As lentes Leica também fazem parte da linha de câmeras digitais da Panasonic, Lumix.

## História

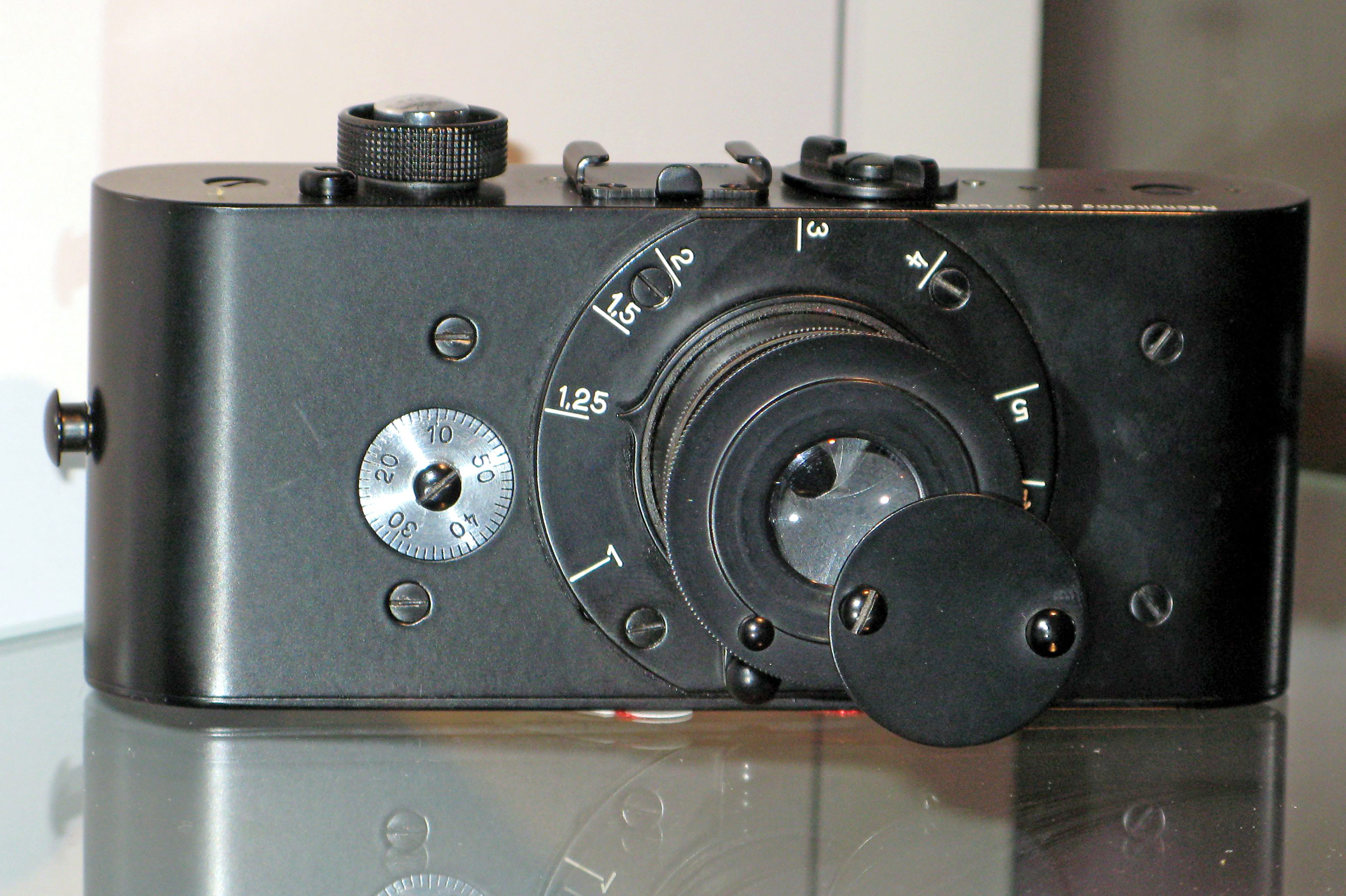
Reproduction of the Leica Prototype, 1913, 1:3,5

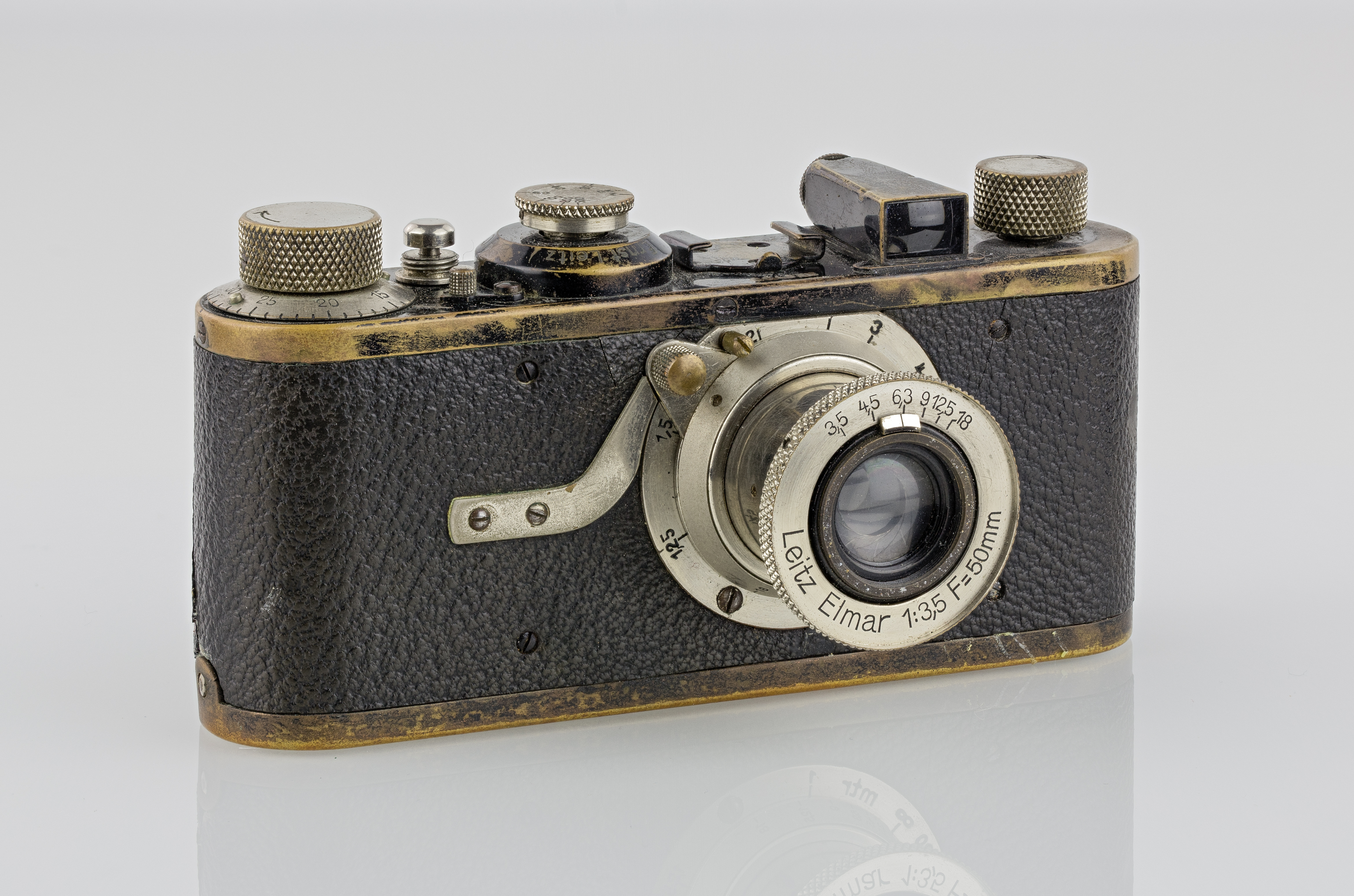
Leica 1, 1927

### Antes da Segunda Guerra Mundial
É um item raro de colecionadores hoje em dia.

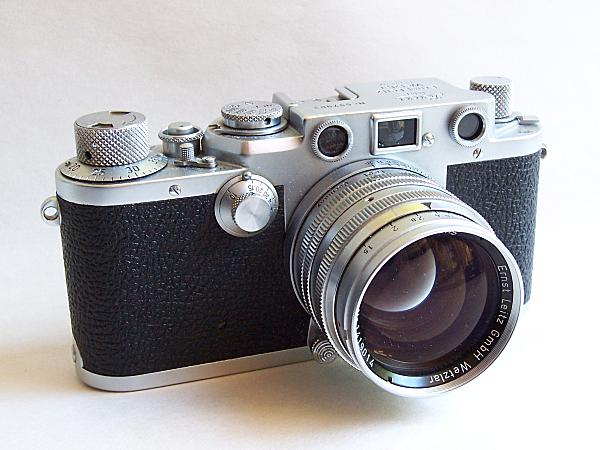
Leica IIIf (1950), one of the last screw-mount Leicas, with 50mm/f1.5 Summarit

### Depois da Segunda Guerra Mundial

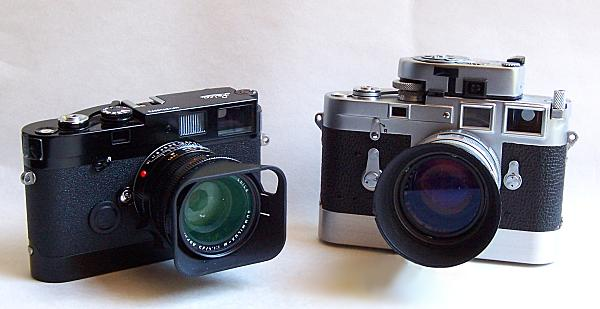
Leica’s MP of 2003 and M3 of 1954

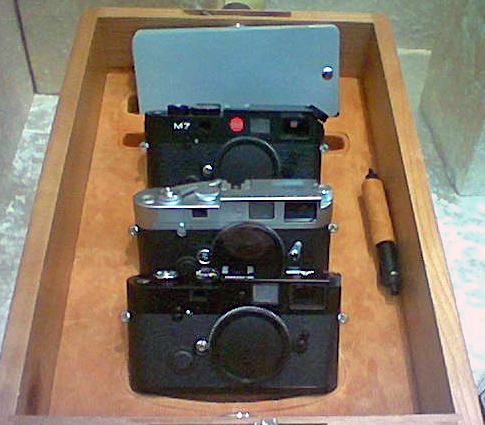
Modern Leica M series

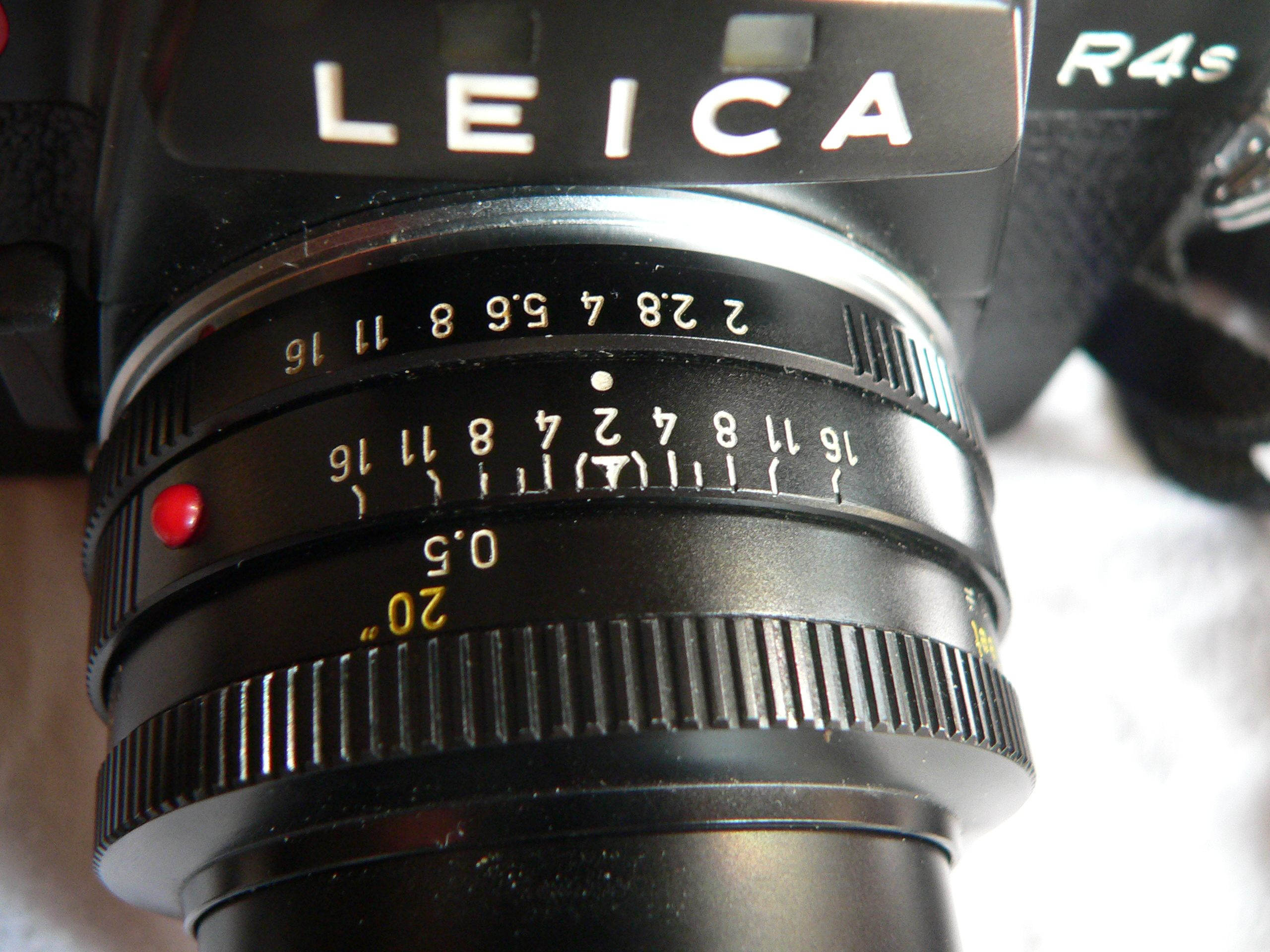
Câmera da Leica.

Após a guerra, Leitz continuou a produzir as versões posteriores Leica II e Leica III durante a década de 1950. Em 1954, no entanto, Leitz lançou a Leica M3, introduzindo o sistema Leica M, de encaixe de baioneta para lentes.
Portugal
Leica está presente em Portugal há 50 anos, chegou primeiramente a Vila Nova de Famalicão. Atualmente emprega 800 trabalhadores.

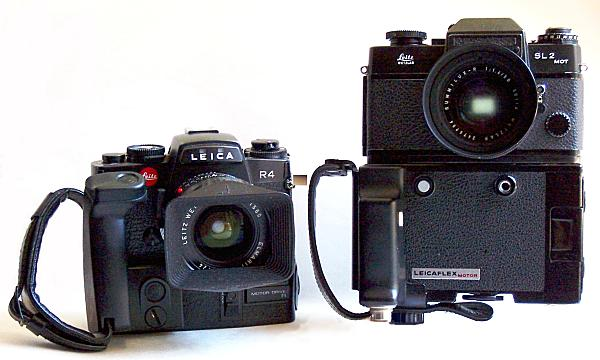
The Leica R4 (1980) introduced the shape of the Leica SLR throughout most of the 1980s and 1990s. The Leica SL2 MOT (1974) was the culmination of the original Leicaflexes. The SL2 was reportedly more expensive to produce than the camera’s price.

## Valor agregado
Em maio de 2011 uma câmara Leica, com ano de fabricação de 1923, foi leiloada por 1,9 milhão de dólares, tornando-se uma das máquinas mais caras da história

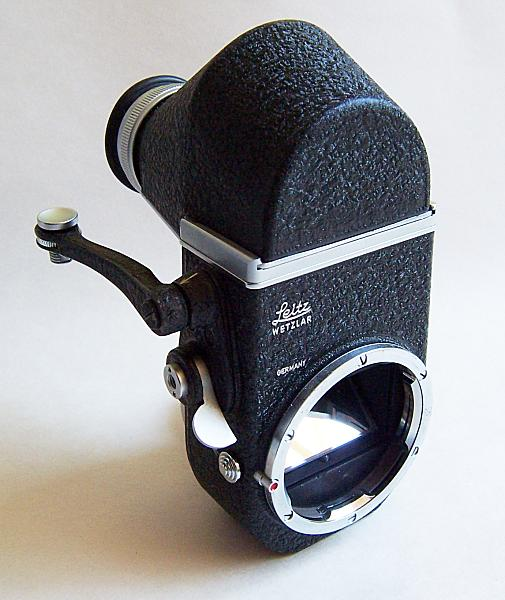
The Leica Visoflex II (1960)

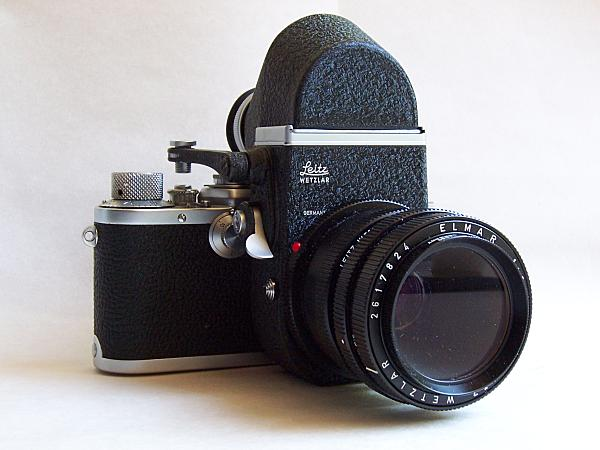
Leica’s answer to the SLR: a Leica Visoflex II on Leica IIIf with 65mm f/3.5 Elmarit

## Uso

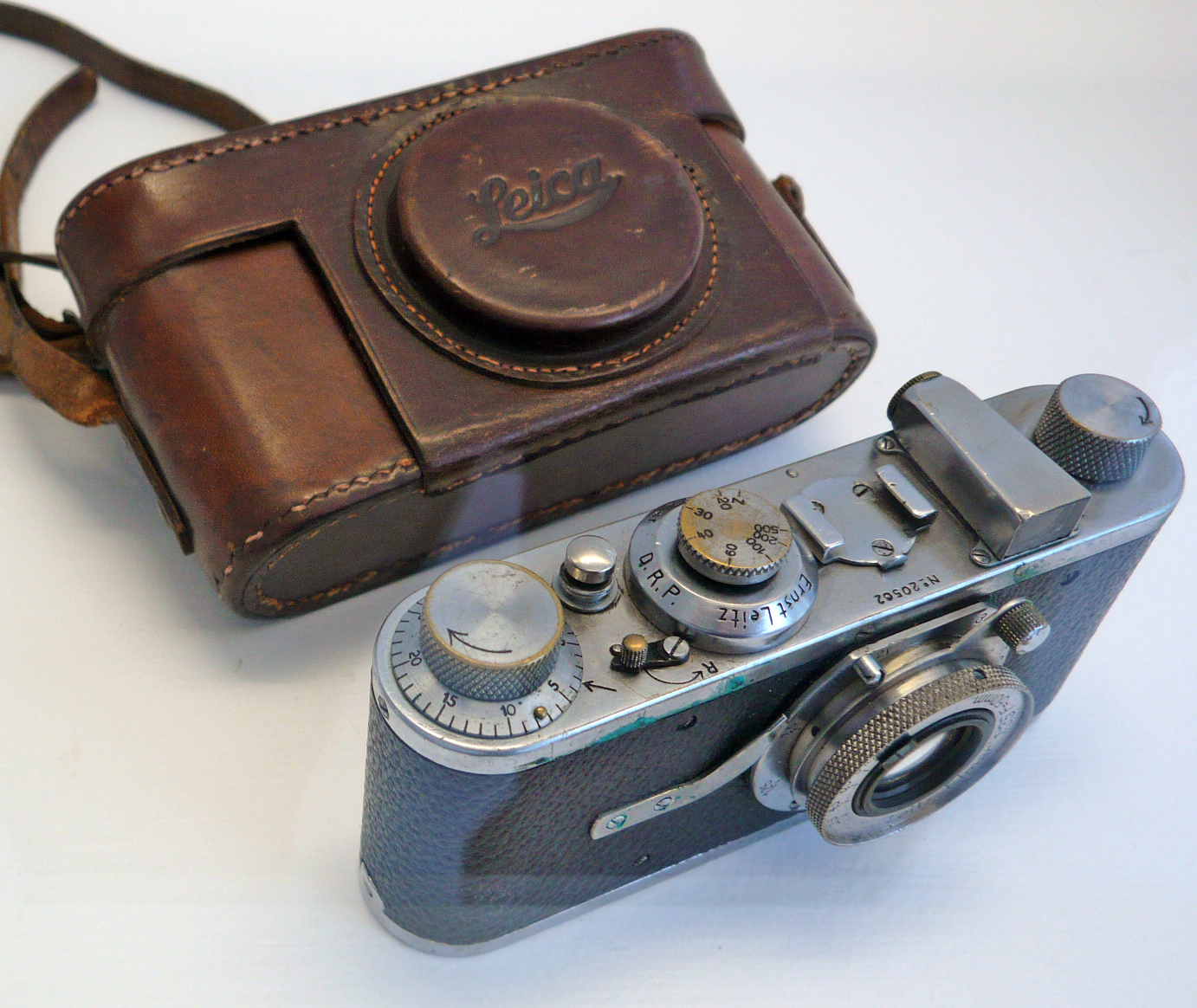
Henri Cartier-Bresson's first Leica

A Leica está particularmente associada com fotografia de rua, especialmente durante o meio-fim do século XX, sendo usada por fotógrafos importantes como Henri Cartier-Bresson.
Cameras da Leica, lentes, acessórios e histórico de vendas são itens colecionáveis. Existem dezenas de livros sobre a Leica e outros guias de colecionadores, notavelmente o "3 volume Leica", um livro ilustrado de história por James L. Lager.
Facilmente câmeras raras e acessórios têm valores comerciais muito altos. Notavelmente, as câmera Leica suportaram usos militares de alta qualidade, o que fez um comércio de câmeras recauchutadas existir com cópias soviéticas, e ainda selos falsificados.

## Lista de câmaras e lentes Leica

### Primeiros modelos
- Leica I
- Leica Standard
- Leica II
- Leica III
- Leica A - Foi um protótipo criado em 1923 para suportar filmes de 35 milímetros. A produção de câmaras para 35 mm foi inicialmente produzido pela Leica, no modelo série zero, depois do protótipo A.[5]

### Série C (point and shoot)
- Z2X
- C1
- C2
- C3
- Leica Minilux 40mm
- Leica Minilux Zoom
- Leica CM 40mm
- Leica CM Zoom

### Série Digilux (digital)
- Digilux
- Digilux Zoom
- Digilux 4.3
- Digilux 1
- Digilux 2
- Digilux 3
- R8/R9 DMR Digital Module R (DSLR)

### Série Digital compact camera
- C-Lux series.
- D-Lux series
- V-Lux bridge camera series
- X series. Introduced with the Leica X1 on September 9, 2009. APS-C size sensor in a compact body. No viewfinder (hotshoe finder optional), fixed prime lens.

### Lentes Leica recentes dignas de nota
- Elmarit-M 21mm f/2.8
- Elmarit-M 28mm f/2.8
- Summilux-M 35mm f/1.4 Aspherical.
- Tri-Elmar-M 28–35–50mm f/4 ASPH.
- Noctilux-M 50mm f/0.95
- Summilux-M 50mm f/1.4
- Elmar-M 50mm f/2.8
- Summilux-M 75mm f/1.4
- Elmarit-M 90mm f/2.8

### Atuais lentes M Leica
- Vario-Elmar-M 16-18-21mm f/4 ASPH.
- Summilux-M 21mm f/1.4 ASPH.
- Elmarit-M 21mm f/2.8 ASPH.
- Summilux-M 24mm f/1.4 ASPH.
- Elmarit-M 24mm f/2.8 ASPH.
- Elmar-M 24mm f/3.8 ASPH.
- Summicron-M 28mm f/2 ASPH.
- Elmarit-M 28mm f/2.8 ASPH.
- Summilux-M 35mm f/1.4 ASPH.
- Summicron-M 35mm f/2 ASPH.
- Summarit-M 35mm f/2.5
- Noctilux-M 50mm f/0.95 ASPH.
- Summilux-M 50mm f/1.4 ASPH.
- Summicron-M  50mm f/2
- Summarit-M 50mm f/2.5
- Apo-Summicron-M 75mm f/2 ASPH.
- Summarit-M 75mm f/2.5
- Apo-Summicron-M 90mm f/2 ASPH.
- Summarit-M 90mm f/2.5
- Apo-Telyt-M 135mm f/3.4
- Macro-Elmar-M 90mm f/4

Nota: Noctilux means f/0.95-f/1.2, Summilux means f/1.4, Summicron means f/2, Summarit means f/2.5 in the current lineup, Elmarit means f/2.8, and Elmar means f/3.5-f/4. Noct, Lux and Cron are commonly used as short forms for Noctilux, Summilux and Summicron, respectively. For example, 50 Cron uniquely identifies the Summicron-M 50mm f/2 construction, although the exact version is not specified. Many Leica M lenses went through several revisions through the years.

### Lentes R Leica
- Leica 15mm f/3.5 Super-Elmar-R — 1980 (Carl Zeiss design)
- Leica 15mm f/2.8 Super-Elmarit-R ASPH — 2001
- Leica 16mm f/2.8 Fisheye-Elmarit-R — 1970
- Leica 19mm f/2.8 Elmarit-R 1st version
- Leica 19mm f/2.8 Elmarit-R 2nd version — 1990
- Leica 21mm f/4.0 Super-Angulon-R — 1968–92 (Schneider-Kreuznach design)
- Leica 21mm f/3.4 Super-Angulon-R — 1968 (Schneider-Kreuznach design)
- Leica 24mm f/2.8 Elmarit-R — 1970 (Minolta design and glass production)
- Leica 28mm PC-Super-Angulon-R (Schneider-Kreuznach design)
- Leica 28mm f/2.8 Elmarit-R 1st version — 1970
- Leica 28mm f/2.8 Elmarit-R 2nd version — 1994
- Leica 35mm f/4.0 PA-Curtagon-R (Schneider-Kreuznach design)
- Leica 35mm f/2.8 Elmarit-R 1st version — 1964
- Leica 35mm f/2.8 Elmarit-R 2nd version
- Leica 35mm f/2.8 Elmarit-R 3rd version
- Leica 35mm f/2.0 Summicron-R 1st version — 1970
- Leica 35mm f/2.0 Summicron-R 2nd version — 1976
- Leica 35mm f/1.4 Summilux-R
- Leica 50mm f/2.0 Summicron-R 1st version — 1964
- Leica 50mm f/2.0 Summicron-R 2nd version — 1977 — built-in lens hood, 3-cam and R-cam only version.
- Leica 50mm f/1.4 Summilux-R 1st version
- Leica 50mm f/1.4 Summilux-R 2nd version
- Leica 50mm f/1.4 Summilux-R 3rd version — 1997 (ROM contacts)
- Leica 60mm Macro-Elmarit-R 1st version — 1972 — outside bayonet lens hood fitting
- Leica 60mm Macro-Elmarit-R dn2 version
- Leica 75mm f/2.0 Elcan-R code C-341 — Extremely rare
- Leica 80mm f/1.4 Summilux-R
- Leica 90mm f/2.8 Elmarit-R 1st version — 1964–96
- Leica 90mm f/2.8 Elmarit-R 2nd version — 1983
- Leica 90mm Summicron-R 1st version — 1969
- Leica 90mm Summicron-R 2nd version -
- Leica 90mm APO-Summicron-R ASPH — 2002
- Leica 90mm f/1.0 Elcan-R — Extremely rare
- Leica 100mm f/4.0 Macro-Elmar-R bellows version
- Leica 100mm f/4.0 Macro-Elmar-R helical version
- Leica 100mm f/2.8 APO-Macro-Elmarit-R
- Leica 135mm Elmarit-R 1st version — 1965
- Leica 135mm Elmarit-R 2nd version
- Leica 180mm Elmar-R — 1976
- Leica 180mm f/2.8 Elmarit-R 1st version
- Leica 180mm f/2.8 Elmarit-R 2nd version
- Leica 180mm f/3.4 APO-Telyt-R — 1975–98
- Leica 180mm f/2.8 APO-Elmarit-R — 1998
- Leica 180mm f/2.0 APO-Summicron-R
- Leica 180mm f/3.4 Elcan-R code C-303 — Extremely rare
- Leica 250mm f/4.0 Telyt-R 1st version —
- Leica 250mm f/4.0 Telyt-R 2nd version
- Leica 280mm f/4.8 Telyt-V
- Leica 280mm f/4.0 APO-Telyt-R
- Leica 280mm f/2.8 APO-Telyt-R — 1984–97
- Leica 350mm f/4.8 Telyt-R
- Leica 400mm f/6.8 Telyt-R — 1968–94
- Leica 400mm f/5.6 Telyt-R
- Leica 400mm f/2.8 APO-Telyt-R — 1992–96
- Leica 450mm f/5.6 Elcan-R, code C-329 — Extremely rare
- Leica 500mm f/8 MR-Telyt-R
- Leica 560mm f/6.8 Telyt-R — 1971–95
- Leica 560mm f/5.6 Telyt-R — 1966–73
- Leica 800mm f/6.3 Telyt-S — 1972–95 (sold, during a promotional campaign, with a "free tripod"—a VW Fox)
- Leica modular APO-Telyt-R 260/400/560 head
- Leica modular APO-Telyt-R 400/560/800 head
- Leica 21mm–35mm f/3.5–f/4.0 Vario-Elmar-R zoom — 2002
- Leica 28mm–70mm f/3.5–4.5 Vario-Elmar-R zoom
- Leica 70–180mm f/2.8 Vario-APO-Elmarit-R zoom
- Leica 35–70 f/4.0 Vario-Elmar-R zoom
- Leica 35–70mm f/3.5 Vario-Elmar-R zoom
- Leica 35–70mm f/2.8 Vario-Elmarit-R ASPH zoom — 2000 (only 200 was made)
- Leica 70–210mm f/4.0 Vario-Elmar-R zoom
- Leica 75–200mm f/4.5 Vario-Elmar-R — 1976–84
- Leica 80–200mm f/4.5 Vario-Elmar-R zoom
- Leica 80–200mm f/4.0 Vario-Elmar-R zoom
- Leica 105–280mm f/4.2 Vario-Elmar-R zoom

### Lentes S Leica
- Summarit-S 1:2.5/70 mm Aspherical
- Summarit-S 1:2.5/70 mm Aspherical CS
- Apo-Tele-Elmar-S 1:3.5/180 mm
- Apo-Tele-Elmar-S 1:3.5/180 mm CS
- Apo-Macro-Summarit-S 1:2.5/120 mm
- Apo-Macro-Summarit-S 1:2.5/120 mm CS
- Summarit-S 1:2.5/35 mm Aspherical
- Summarit-S 1:2.5/35 mm Aspherical CS